# Acher
Acher  er en flod i  den tyske delstat Baden-Württemberg, og en af Rhinens bifloder fra højre med en længde på  40 km. Den har sit udspring i Schwarzwald nær toppen af Schliffkopf i en højde på over 1.000 meter over havet, over Ottenhöfen. Floden løber mod Rhinen mellem floderne Rench i syd og Oos i nord, gennem Acherdalen før den løber ud på den øvre Rhinslette nær Achern. Den munder ud i Rhinen nær Lichtenau.